# New York School
Die New York School war eine Gruppe amerikanischer Maler und Dichter in New York, die sich seit Anfang der 1940er Jahre kristallisierte. Als wichtige Künstler der ersten Generation gelten Arshile Gorky, Hans Hofmann, Adolph Gottlieb, Willem de Kooning und Jackson Pollock. 1946 prägte der New Yorker Kunstkritiker Robert Coates den Begriff Abstrakter Expressionismus.

## Geschichte
Die Eröffnung von Peggy Guggenheims Galerie Art of This Century im Oktober 1942 wurde von den New Yorker Künstlern als Sensation empfunden. Die erste, von dem Architekten Frederick Kiesler ausgestattete Show zeigte unter anderen Arbeiten von Kandinsky, Miró, Klee, Arp und Masson. Die freie, sich von den kubistischen Vorbildern und geometrischen Abstraktionen lösende Bildsprache der Europäer und das bimorphe Formenvokabular Arps machten vor allem auf Gorky einen starken Eindruck, ließen aber auch Mark Rothko und Clyfford Still nicht unberührt.
Eine Gruppe um den Maler Ad Reinhardt und den Kunstkritiker Clement Greenberg erregte 1950 Aufsehen, indem diese Künstler sich weigerten, an einer Ausstellung aktueller amerikanischer Kunst im New Yorker Museum of Modern Art teilzunehmen. Die Aktion der Jähzornigen wurde als Protest gegen die Politik des Museums bezeichnet und sollte die Malerei des Abstrakten Expressionismus als genuin amerikanische Kunst, als avantgardistische Revolte eines fortdauernden Aufbruchs darstellen.

## Erfolg
In den Folgejahren wurde das Kennzeichen New York School derart erfolgreich, dass Ausstellungen in New York Künstler wie Jasper Johns und Robert Rauschenberg als „Artists of the New York School, Second Generation“ in den Ausstellungsbetrieb einführten. Johns und Rauschenberg werden inzwischen als Bindeglied zwischen dem Abstrakten Expressionismus und der Pop Art eingeordnet. Die Pop Art wiederum wird in kunsthistorischen Darstellungen oft als Reaktion gegen die lebensfernen Tendenzen des Abstrakten Expressionismus angeführt.
Zu den Bildenden Künstlern der New York School werden heute unter anderem gezählt:
Louise Bourgeois, Joe Brainard, Marisol Escobar, Helen Frankenthaler, Jane Freilicher, Franz Kline, Elaine de Kooning, Seymour Lipton, Conrad Marca-Relli, Joan Mitchell, Barnett Newman, Jackson Pollock, Fairfield Porter, Larry Rivers, Mark Rothko und David Smith.
Zu den Dichtern der New York School gehören: John Ashbery, Ted Berrigan, Kenward Elmslie, Barbara Guest, Kenneth Koch, Frank O’Hara, Bernadette Mayer, Alice Notley, Ron Padgett und James Schuyler.
Zu den Komponisten, die entweder direkt oder indirekt von den Malern und Dichtern der New York School beeinflusst wurden, zählen: Earle Brown, John Cage, Morton Feldman, David Tudor und Christian Wolff.